# Anvendt Visuel Kommunikation
Anvendt Visuel Kommunikation (AVK) var en sidefagsuddannelse ved Syddansk Universitet, som blev startet i 1989 af Henning Pryds, der var pionér, ankermand og spydspids igennem det meste af uddannelsens levetid. AVK ophørte i 2002, hvor medieuddannelsen blev afløst af såvel en hovedfags- og sidefagsuddannelse i Medievidenskab.
Uddannelsen i Anvendt Visuel Kommunikation rettede sig især imod tilrettelægger-leddet i visuel produktion, med vægt på både at give kandidaterne et teknisk og praktisk kendskab til alle aspekter af moderne medieproduktion, fra lyssætning til billedredigering, samt en teoretisk overbygning på de praktiske kurser. I universitetssammenhæng var AVK unik ved denne ligestilling af redskabskurser og øvelsesproduktioner og teori. Denne kombination gjorde uddannelsens kandidater attraktive,[kilde mangler] og de fleste kandidater fra AVK har fundet beskæftigelse i mediebranchen.[kilde mangler]